# Stibochiona dolopes
Stibochiona dolopes är en fjärilsart som beskrevs av Felder 1859. Stibochiona dolopes ingår i släktet Stibochiona och familjen praktfjärilar. Inga underarter finns listade i Catalogue of Life.